# منوچهر شاهسواری
منوچهر شاهسواری (زاده ۱۳۳۶ در تهران) تهیه‌کننده اهل ایران است. وی فارغ‌التحصیل سینما از مدرسه عالی تلویزیون و سینما است. سال ۱۳۶۸ فعالیت سینمایی خود را به عنوان دستیار کارگردان و برنامه‌ریز با فیلم تمام وسوسه‌های زمین به کارگردانی حمید سمندریان آغاز کرد.
در سال ۱۳۷۷ به همراه احمد رضا درویش، تقی علیقلی زاده و محمود بهمن پور مؤسسه فرهنگ تماشا را تأسیس کرد.
وی در تاریخ ۲۸ تیر ۱۳۹۵، پس از پذیرفته شدن استعفای رضا میرکریمی به عنوان مدیرعامل جدید خانه سینما برگزیده شد.
از دیگر فعالیت‌های او می‌توان به «قائم مقام خانه سینما»، «عضو شورای اتحادیه تهیه کنندگان و توزیع کنندگان فیلم ایران»، «رئیس شورای مرکزی اتحادیه»، «رئیس شورای صنفی نمایش»، نماینده خانه سینما در شورای صدور پروانه ساخت آثار سینمایی «مدیریت جشن یک صد سالگی سینمای ایران»، «مدیر بخش فیلم‌های خارجی بنیاد سینمایی فارابی» اشاره کرد.

## تهیه کنندگی

### آثار سینمایی
- مزار شریف (۱۳۹۳)[۳]
- فصل باران‌های موسمی (۱۳۸۸ مجید برزگر)
- یک گزارش واقعی (۱۳۸۷ داریوش فرهنگ)
- مخمصه (۱۳۸۵ محمد علی سجادی)
- ماه و خورشید (۱۳۷۴ محمد حسین حقیقی)

### آثار تلویزیونی
- سریال سلام آقای مدیر (١٣٩٨ علیرضا توانا)
- فیلم تلویزیونی «سفر زمان» (۱۳۹۱ امیرشهاب رضویان)
- فیلم تلویزیونی «حباب» (۱۳۹۰ سامان استرکی)
- سریال جستجوگران (۱۳۸۸ محمدعلی سجادی)
- براده‌های خورشید (۱۳۷۴)
- سریال در پناه تو (۱۳۷۴ حمید لبخنده)
- سریال جاده (۱۳۷۲ فریدون فرهودی)
- سریال شاهدان کوچک (۱۳۶۹ غلامرضا رمضانی)

## مجری طرح
- مرد بارانی (۱۳۷۸)
- زشت و زیبا (۱۳۷۷)
- تعطیلات تابستانی (۱۳۷۴)
- عبور از تله (۱۳۷۲)

## مدیرتولید
- ایلیا نقاش جوان (۱۳۷۱)[۴]
- سایه‌های هجوم (۱۳۷۱)[۵]

## نویسنده
- عبور از تله (۱۳۷۲)

## سایر فعالیت‌ها
- قائم مقام خانه سینما[۶]
- رئیس اتحادیه تهیه‌کنندگان و توزیع کنندگان فیلم ایران
- رئیس شورای صنفی نمایش
- عضو شورایعالی تهیه‌کنندگان سینمای ایران
- نماینده خانه سینما در شورای صدور پروانه ساخت آثار سینمایی
- عضو هیئت انتخاب و داوری در جشنواره فیلم فجر (دوره‌های مختلف)
- مدیریت جشن یکصد سالگی سینمای ایران ۱۳۷۹
- هشت دوره مدیر اجرایی جشن خانه سینما
- مدیر اجرایی جشنواره آسیا پاسفیک در شیراز
- دو دوره مدیر اجرایی جشنواره فیلم شهر[۷]
- سه دوره مشاور دبیر جشنواره فیلم فجر
- دو دوره مدیر اجرائی جشنواره گل آقا

## جوایز
| جشنواره                                      | قسمت                         | نامزد           | فیلم            | نتیجه    |
| -------------------------------------------- | ---------------------------- | --------------- | --------------- | -------- |
| سی و سومین جشنواره فیلم فجر                  | بهترین فیلم                  | منوچهر شاهسواری | مزار شریف       | نامزدشده |
| پانزدهمین جشنواره فیلم فجر                   | سیمرغ بلورین بهترین فیلم دوم | منوچهر شاهسواری | براده‌های خورشید | برنده    |
| دهمین جشنواره بین‌المللی کودک و نوجوان اصفهان | پروانه زرین برای ساخت آنونس  | منوچهر شاهسواری | مدرسه پیرمردها  | برنده    |